# Cegielnia
Cegielnia – zakład wytwórczy, zajmujący się produkcją cegieł ceramicznych, wypalanych z gliny.
Cegielnie stawia się najczęściej w pobliżu miejsc bogatych w zasoby gliny, co pozwala zredukować koszty transportu surowca. Budowa cegielni, szczególnie po zmechanizowaniu produkcji cegieł w pierwszej połowie XIX wieku, była widomym znakiem pojawiania się w okolicy przemysłu i budownictwa przemysłowego, potrzebującego materiałów budowlanych.
Wobec konieczności utrzymywania wysokiej temperatury podczas wypalania cegieł, cegielnie zazwyczaj wyposażone są w piece opalane węglem lub koksem; charakterystycznym elementem takich klasycznych cegielni jest wysoki komin.

Cegielnie w Polsce
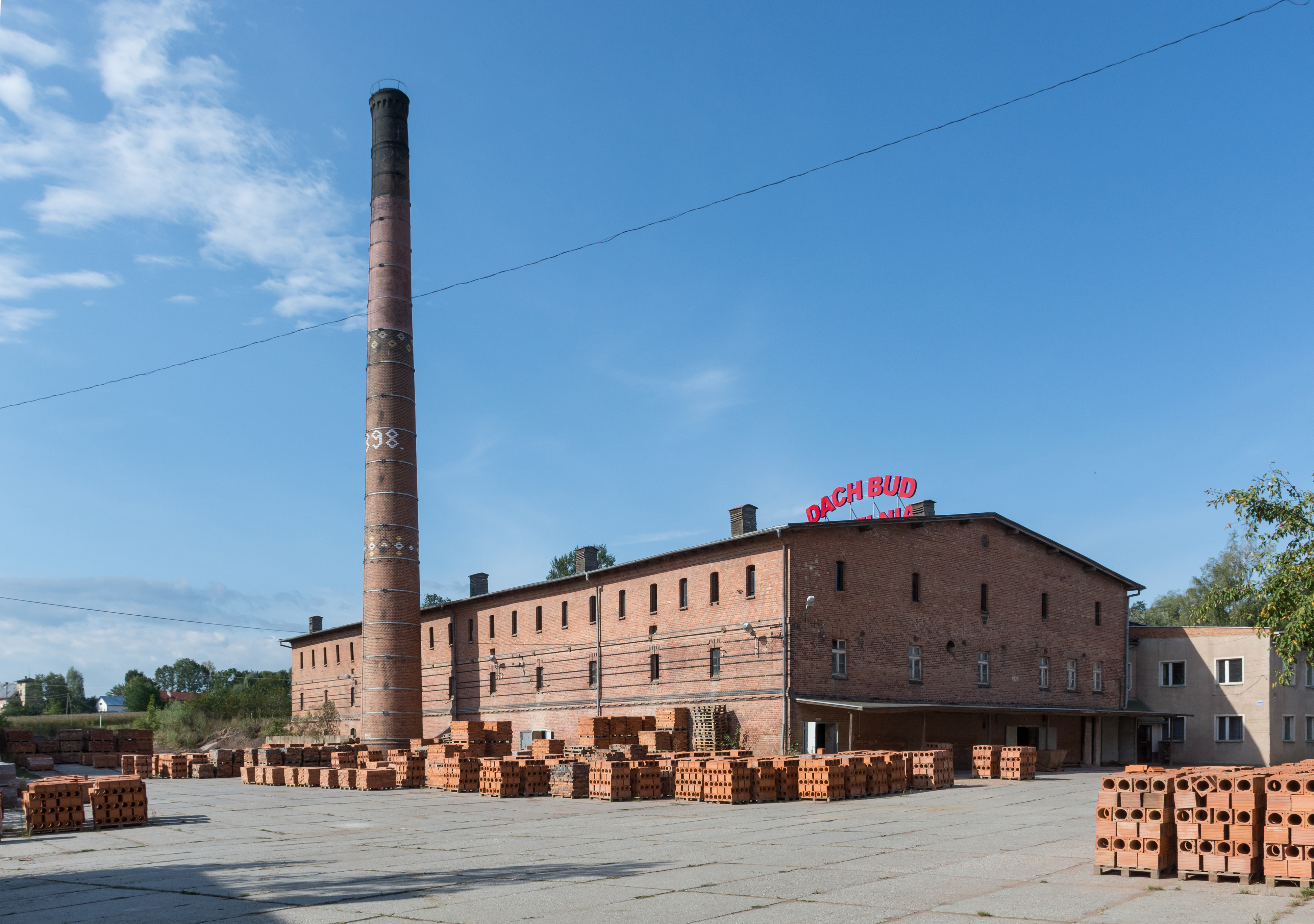
Kłodzko
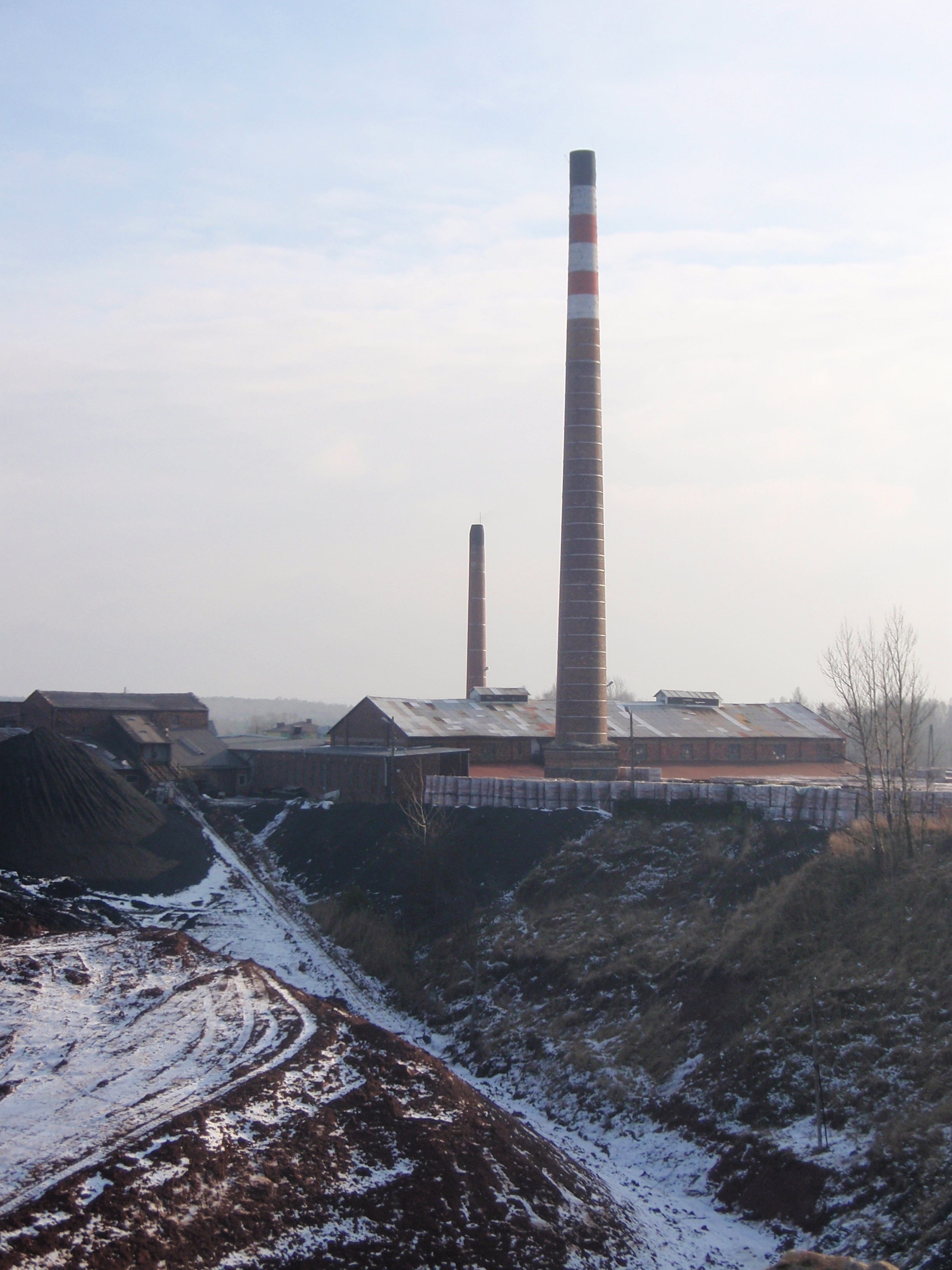
Sławków (woj. śląskie)
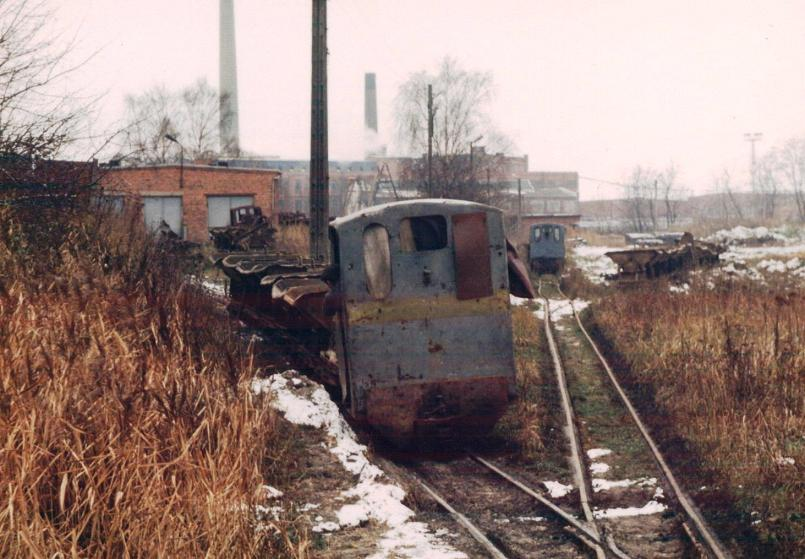
Witaszyce (1996)

Cegielnie na świecie
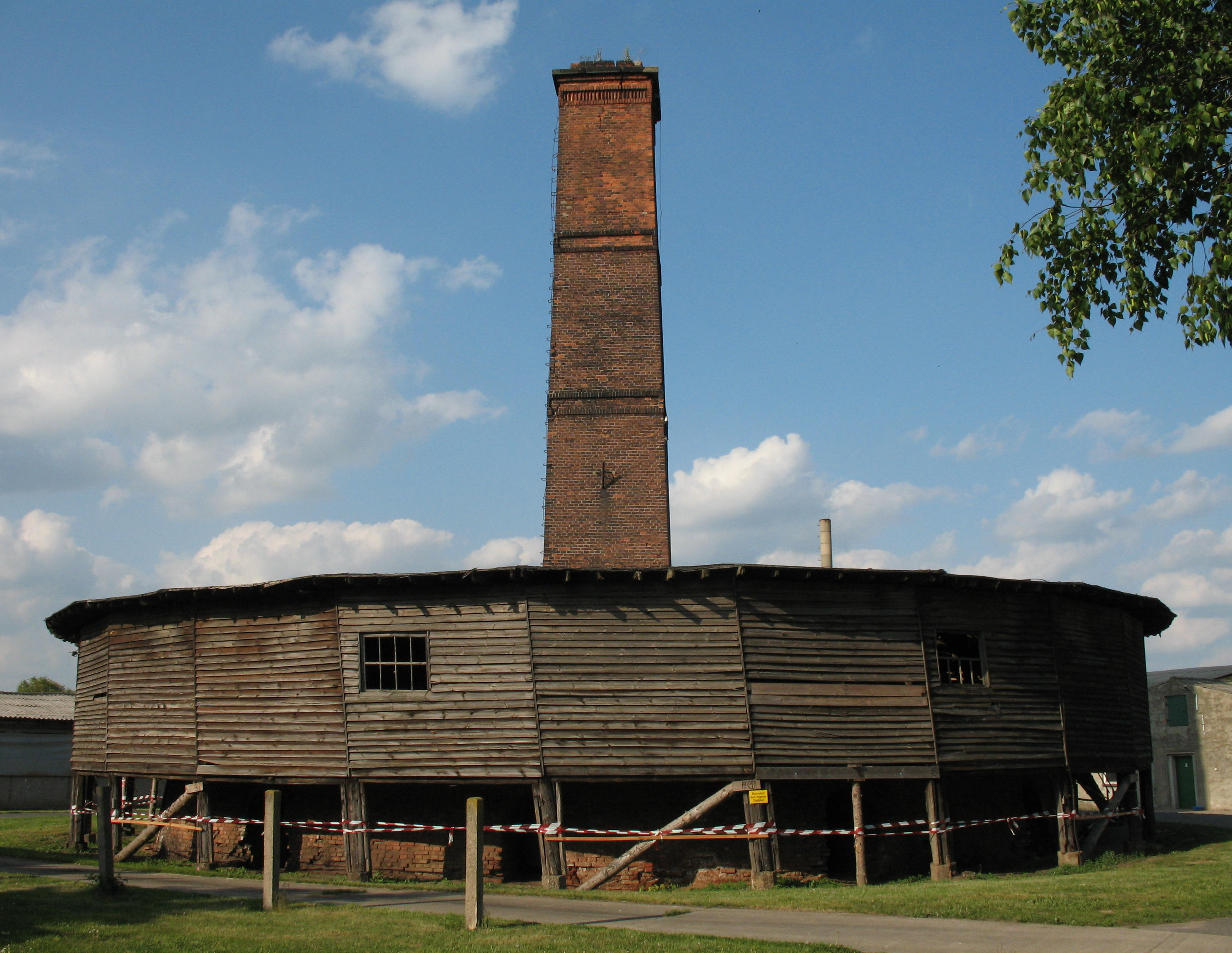
Großtreben
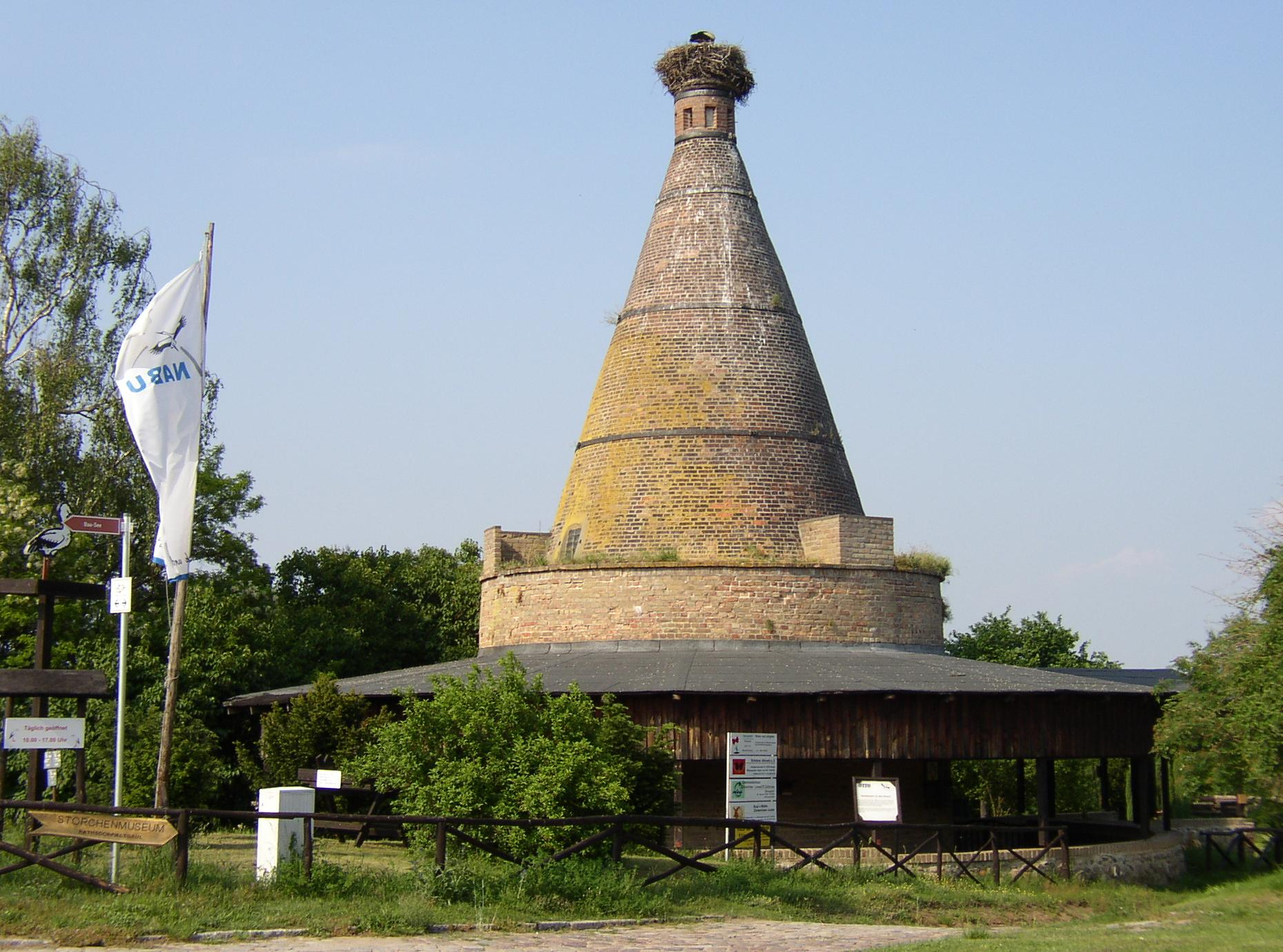
Wriezen
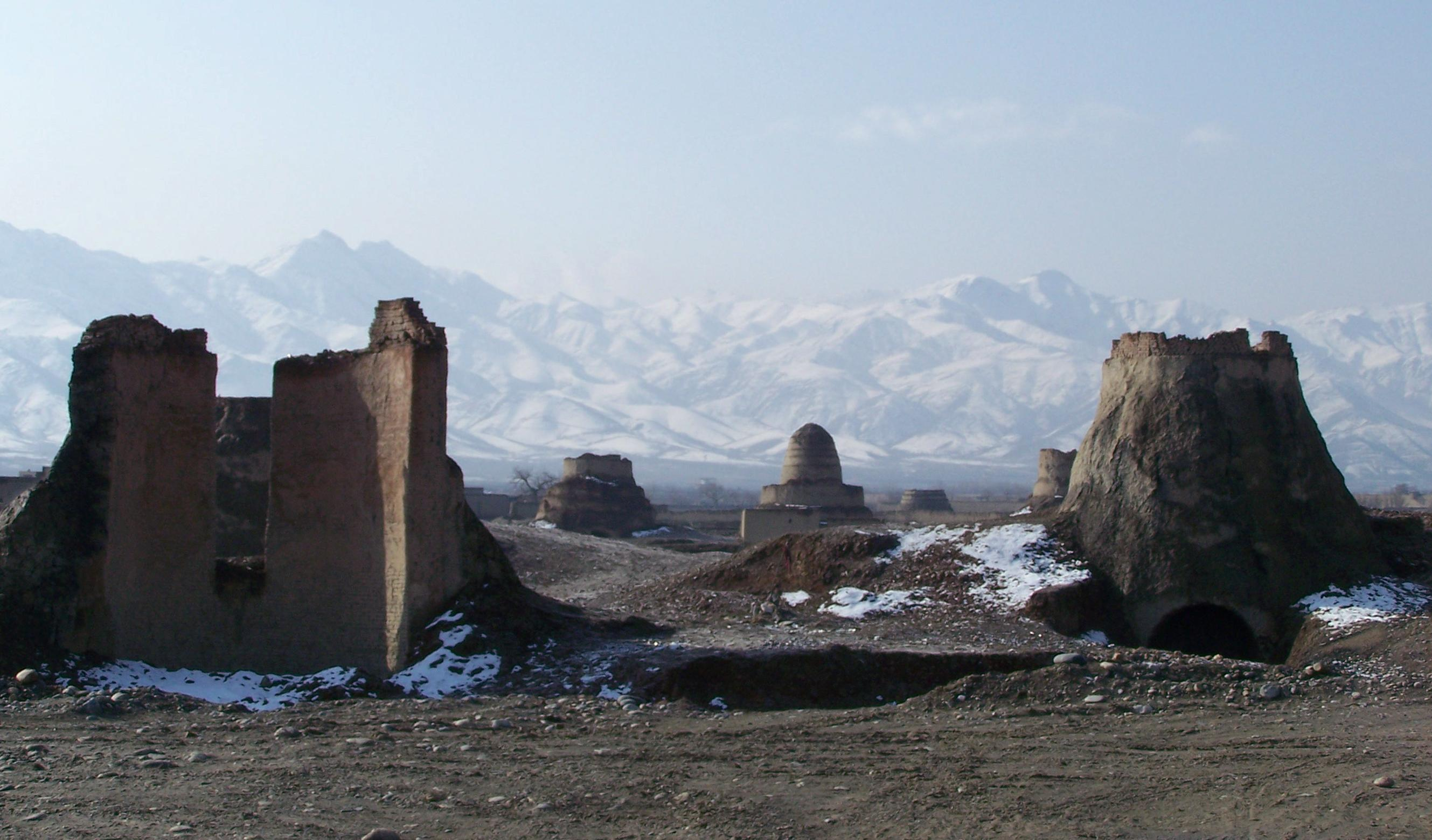
Kabul